# Kroksjön (Tiveds socken, Västergötland)
Kroksjön är en sjö i Laxå kommun i Västergötland och ingår i Motala ströms huvudavrinningsområde.